# Воробій Олександра Михайлівна
Олександра-Зіновія Михайлівна Воробій (28 серпня 1922, місто Ярослав — 13 грудня 2013) — учасниця визвольної боротьби УПА. Член Народного Руху України, Спілки Політв'язнів, Бучацького «Меморіалу», почесна членкиня Союзу українок.

## Життєпис
Народилася у родині священика УГКЦ о. Михайла Воробія. Родина була великою (чотири дочки і син, діти виховувалися в релігійному, високопатріотичному дусі. Перед війною сім'я о. Михайла переїхала у село Добрячин Сокальського повіту.
Початкову освіту Олександра здобула в Кристинополі, 1942 року закінчила Сокальську гімназію, пізніше навчалась у Львові в учительській семінарії. Працювала вчителькою у селі Сітель.
Зовсім молодою Леся вступила в ОУН. В 1943 р. стає на шлях боротьби в лавах УПА — надрайоновою провідницею УГХ на Сокальщині (псевдо «Галя»).
Надзвичайна сила духу, віра в свою правоту допомогли дівчині перенести важку, виснажливу працю. Життя в лісі, криївках, трагічні випробовування не похитнули її незламності у боротьбі за незалежність Батьківщини.
В 1946 р., йдучи на завдання, Леся потрапляє в руки ворога. Почалося пекло: допити, побої, тортури, золочівська, а потім львівська тюрми. І вирок — десять років таборів. Покарання відбувала в Мордовії, працювала на швейній фабриці. Голод, холод, карцери — витерпіла все. Після виходу з таборів Леся їде до сестри в Бучач. сюди з'їжджається уся родина, оскільки в рідне гніздо їх не прийняла радянська влада.
Олександра навчалась в Івано-Франківському медучилищі, працювала медсестрою в Бучацькому тубсанаторії до виходу на пенсію. З 1989 р. — член Народного Руху, Спілки Політв'язнів та Союзу Українок . Увесь час брала участь у всіх заходах з відродження Української держави. Багато працювала з дітьми, молоддю, виховуючи їх в національно-релігійному дусі.
Усі найкращі риси були втілені в цю людину-мудрість, мужність, скромність, працьовитість, ніжність. Найголовнішим для неї була любов до Бога, до своєї Батьківщини.